# Aethiothemis bequaerti
Aethiothemis bequaerti är en trollsländeart som beskrevs av Friedrich Ris 1919. Aethiothemis bequaerti ingår i släktet Aethiothemis och familjen segeltrollsländor. IUCN kategoriserar arten globalt som livskraftig. Inga underarter finns listade i Catalogue of Life.